# Springfield (Florida)
 Denne artikel omhandler byen Springfield (Florida). Der er også andre byer med dette navn, se Springfield.
Sprinfield er en by i den nordvestlige del af delstaten Florida i USA. Byen har et befolkningstal på 8.075 (2020) indbyggere.
Byen er beliggende i det amerikanske county Bay County i det såkaldte Florida Panhandle.